# Gabriele Löwe
Gabriele Löwe   (Dresden, 12 de desembre de 1958), de soltera Kotte, és una atleta alemanya, ja retirada, especialista en curses de velocitat, que va competir durant les dècades de 1970 i 1980 sota bandera de la República Democràtica Alemanya.
El 1980 va prendre part en els Jocs Olímpics d'Estiu de Moscou on va disputar dues proves del programa d'atletisme. Formant equip amb Barbara Krug, Christina Lathan i Marita Koch va guanyar la medalla de plata en la prova del 4x400 metres, mentre en els 400 metres fou sisena.
En el seu palmarès també destaca el campionat nacional dels 400 metres de 1979. Formà part de l'equip alemany que guanyà la Copa del món i la Copa d'Europa d'atletisme de 1979.

## Millors marques
- 400 metres. 50,70" (1979)[1][4]